# Olga Nikolajewna Kaniskina
Olga Nikolajewna Kaniskina (russisch Ольга Николаевна Каниськина; * 19. Januar 1985 in Napolnaja Tawla) ist eine ehemalige russische Geherin. Sie war Olympiasiegerin sowie Welt- und Europameisterin.

## Karriere
Kaniskina wurde bei den Europameisterschaften 2006 in Göteborg Zweite im 20-km-Gehen. Sie gewann bei den Weltmeisterschaften 2007 in Osaka und bei den Olympischen Spielen 2008 in Peking Gold. Bei der nationalen Meisterschaft am 23. Februar 2008, erzielte sie einen neuen Weltrekord im 20-km-Gehen. Bei ihrem Olympiasieg am 21. August 2008 erzielte sie einen neuen olympischen Rekord.

## Doping
Kurz vor den Heimweltmeisterschaften in Moskau 2013 wurde sie überraschend aus dem russischen Aufgebot gestrichen und im November erklärte sie ihren Rücktritt. Im Januar 2015 wurde sie wegen Auffälligkeiten in ihrem Biologischen Pass rückwirkend zum 15. Oktober 2012 für drei Jahre und zwei Monate gesperrt und alle Ergebnisse zwischen dem 15. Juli 2009 und dem 16. September 2009 sowie zwischen dem 30. Juli 2011 und dem 8. November 2011 gestrichen, also auch die Weltmeistertitel 2009 und 2011. Am 24. März 2016 wurden ihr sämtliche Ergebnisse zwischen August 2009 bis zum 15. Oktober 2012 aberkannt. Sie verlor damit die Silbermedaille der Olympischen Spiele 2012 in London und die Goldmedaille der Europameisterschaften 2010 in Barcelona.
Olga Kaniskina gehört der russischen Armee an und hatte mit Wiktor Tschogin den gleichen Trainer wie Olympiasieger Waleri Bortschin. Bei einer Größe von 1,61 m hat sie ein Wettkampfgewicht von 45 kg.

## Persönliche Bestleistungen

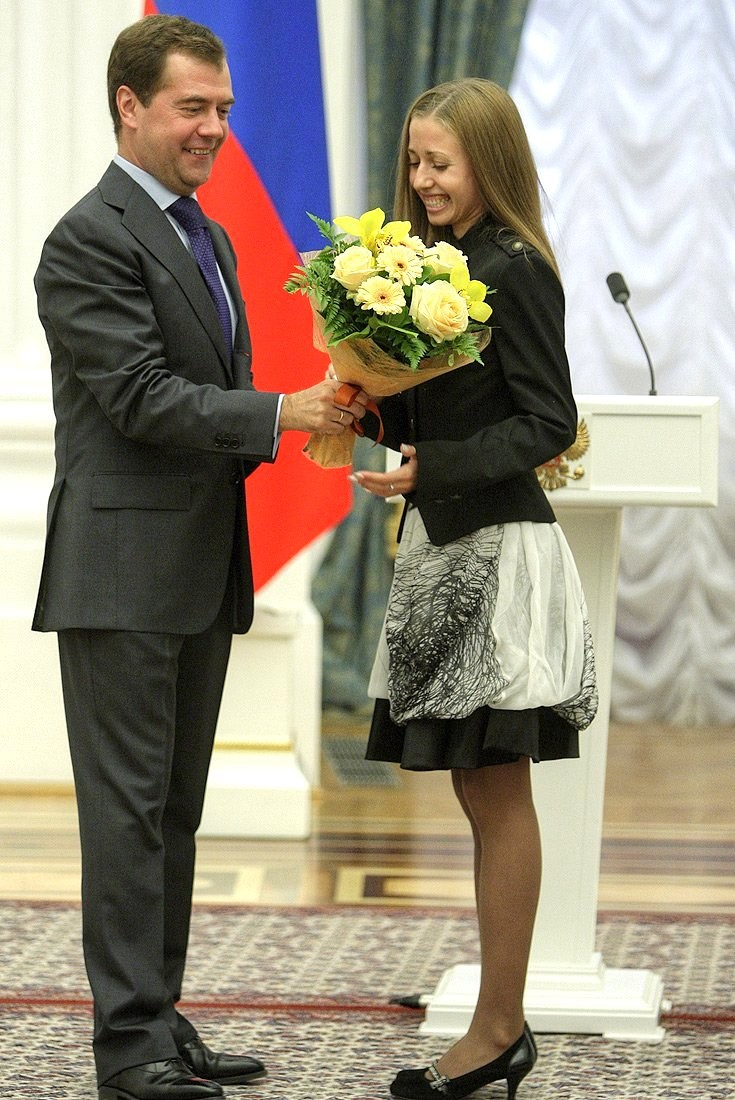
Olga Kaniskina mit Präsident Dmitri Medwedew (2009)

- 10-km-Gehen: 41:42 min, 30. Mai 2009 in Krakau
- 20-km-Gehen: 1:24:56 h, 28. Februar 2009 in Adler

## Leistungsentwicklung
| Jahr | 10-km-Gehen (in min) | 20-km-Gehen (in h) |
| ---- | -------------------- | ------------------ |
| 2005 | -                    | 1:29:25            |
| 2006 | 43:11                | 1:26:02            |
| 2007 | 44:33                | 1:28:13            |